# Площина Мебіуса

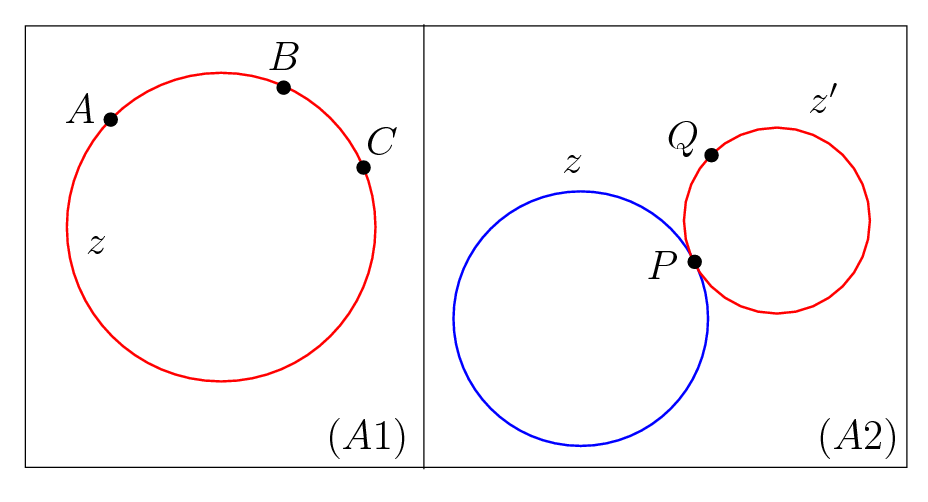
Колова площина: аксіоми (A1), (A2)

Площина Мебіуса (також колова площина і інверсна площина) — площина, описувана системою аксіом ідентичності, в якій основну роль відіграють точки і так звані узагальнені кола.
Прикладом колової площини є евклідова площина, доповнена однією ідеальною точкою ({\displaystyle \infty }). Узагальненими колами є звичайні кола, а також звичайні прямі, доповнені точкою {\displaystyle \infty }, відношення інцидентності — відношення належності.

## Визначення
Колова площина це структура інцидентності {\displaystyle {\mathfrak {M}}=(P,Z,\in )}, де {\displaystyle P} — множина точок, {\displaystyle Z} — множина узагальнених кіл і {\displaystyle \in } — симетричне відношення інцидентності між {\displaystyle P} і {\displaystyle Z}, яка задовольняє таким аксіомам:
A1: Для будь-яких трьох точок {\displaystyle A,B,C} існує рівно одне узагальнене коло {\displaystyle z}, яке інцидентне {\displaystyle A,B,C}.
A2: Для будь-якого узагальненого кола {\displaystyle z}, будь-яких точок {\displaystyle P\in z} і {\displaystyle Q\notin z} існує рівно одне узагальнене коло {\displaystyle z'}, таке, що: {\displaystyle P,Q\in z} і {\displaystyle z\cap z'=\{P\}} (тобто, {\displaystyle z} і {\displaystyle z'} дотикаються одне з одним у точці {\displaystyle P}).
А3: Будь-яке узагальнене коло інцидентне принаймні трьом точкам. Існує щонайменше чотири різні точки, які не інцидентні одному колу.